# Giuditta
Giuditta är en musikalisk komedi i fem scener med musik av Franz Lehár och libretto av Paul Knepler och Fritz Löhne-Beda. Uruppförd på Wiener Staatsoper 20 januari 1934 med Richard Tauber och Jarmila Novotná i huvudrollerna och Lehár själv som dirigent. Det var Lehárs sista och mest ambitiösa verk, skrivet i en större skala än hans tidigare operetter. Av alla hans verk är Giuditta den som mest liknar en opera. Likheten med Bizets Carmen och det olyckliga slutet förhöjer genklangen. Operettens kanske mest kända sång är sopranarian "Meine Lippen, sie küssen so heiß", som sjungs av Giuditta i fjärde scenen. En annan stor inverkan, särskilt för den nordafrikanska miljön, var filmen Marocko från 1930 med Marlene Dietrich och Gary Cooper i liknande roller, hon som sångerska-dansös och han som soldat.

## Historia
Lehárs operaambitioner från ungdomens Kukuschka-epok hade väckts till liv på nytt under samarbetet med Tauber. Verk som Tsarevitj och Leendets land hade en tyngd och en seriös grundton som låg operan nära. Och när Lehár nu skrev direkt för Wienoperan stärktes ambitionerna än mer. Han vill bli erkänd också inom operavärlden. Resultatet, som han av någon anledning kallade för "musikalisk komedi", blev en smula blandat. Helt operamässiga partier blandades med typiska Lehárnummer som Taubers "Du bist meine Sonne" och Novotnás "Meine Lippen sie küssen so heiß". Lehár skrev till författarna:
| ” | Giuditta är mitt käraste barn. I henne har jag kunnat lägga något som skapats av mina djupaste och innersta känslor. | „ |

Operetten handlar om den sköna och gåtfulla dansösen Giuditta och hennes upplevelser i södra Italien och Libyen (på 1930-talet ockuperat av Italien).

## Premiär och uppsättningar

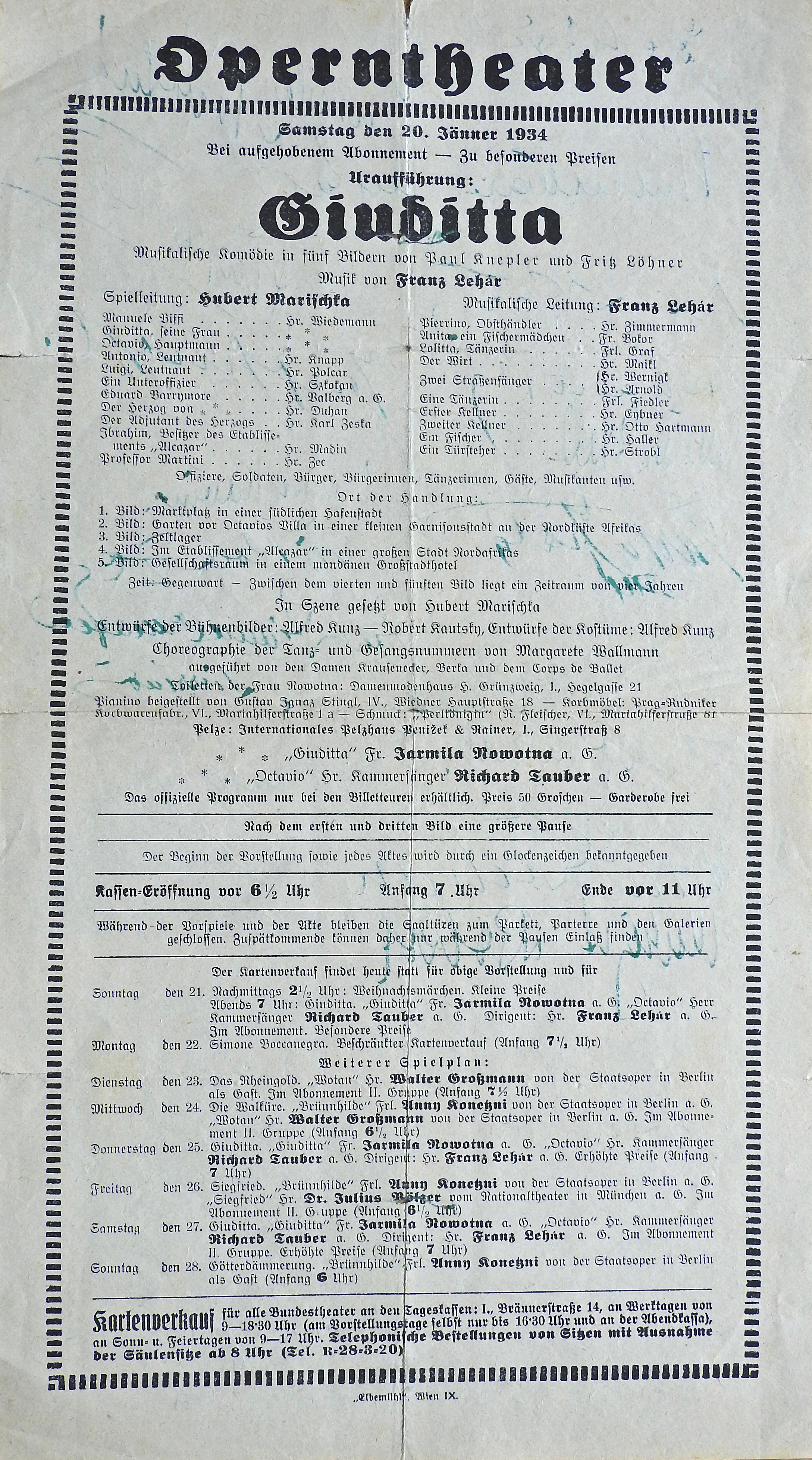
Affisch till premiären 1934 på Wiener Staatsoper.

Premiären den 20 januari 1934 på Wiener Staatsoper blev en stormande succé. Den sändes direkt via 120 radiostationer över hela världen. Föreställningen bevittnades av otaliga personer inom politik, vetenskap, adel och andra områden. Även Lehárs operettkollega Emmerich Kálmán med hustru var närvarande. Uppmärksamheten från press och tidningar var enorm, och kritiken övervägande positiv. Premiären hade blivit mer uppmärksammad än något av hans tidigare verk inklusive Glada änkan. Uppsättningen på Wiener Staatsoper spelades 42 föreställningar i rad. Scenstatistik från 1935 visar att verket låg tvåa efter Wagners Den flygande holländaren men före alla andra stora operor och operetter. Men lika snabbt som den blev populär, lika snabbt försvann den från repertoaren. 12 mars 1938 annekterade Tyskland Österrike (Anschluss) och Tauber, som var av judisk härkomst, lämnade Wien, liksom även Novotná. Librettisten Fritz Löhner-Beda fördes bort till ett koncentrationsläger och dog i Auschwitz 1942.
Giuditta spelades mer sällan utomlands. Den sattes upp i Budapest kort tid efter premiären i Wien och Théâtre de la Monnaie i Bryssel iscensatte en uppsättning (översatt av André Mauprey) följande säsong med Kate Walter-Lippert och José Janson i de ledande rollerna. Janson förekom också i den första franska uppsättningen i Toulouse 1936 mot Mme Chauny-Lasson. Men trots en del landsortsuppsättningar sattes Giuditta aldrig upp i varken Paris, London eller New York. Sent omsider kom en försenad engelsktalande premiär på Ohio Light Opera 1994. Den spelades även in på skiva av dirigenten Richard Bonynge med tenoren Jerry Hadley.
1970 gjorde tysk television en version med tenoren Rudolf Schock och sopranen Teresa Stratas.
1945 satte Malmö Stadsteater upp Giuditta i regi av Oscar Winge och med Einar Beyron som Octavio.

## Personer
- Giuditta (Sopran)
- Överste Octavio (Tenor)
- Anita, en fiskarflicka (Subrett)
- Pierrino, en frukthandlare, Anitas älskade (Tenor)
- Manuele Biffi, Giudittas make (Baryton)
- Löjtnant Antonio, Octavios vän (Bas)
- Edward Lord Barrymore, en av Giudittas beundrare (Talroll)
- Hertigen av ***, en annan beundrare (Talroll)
- Hertigens adjutant (Talroll)
- Ibrahim, innehavare av etablissemanget "Alcazar" (Talroll)
- Professor Martini (Bas)
- Lolitta, dansös (Talroll)
- Värdshusvärden Sebastiano (Talroll)
- Två gatusångare (Tenorer)

## Handling
Den betagande Giuditta överger sin make Manuele och rymmer med officeren Octavio till Nordafrika. Men Octavio känner sig tvingad att återvända till militärlivet och lämnar Giuditta. Hon blir nattklubbssångerska i Tripolis och lever ett utsvävande liv med många beundrare. Octavio har lämnat armén och hamnar också i Tripolis om barpianist. De träffas men Octavio är en bruten man och vill inget mer ha att göra med Giuditta.

## Musiknummer
Nr. 1 Förpel (Orkester) & Ensemblescen: O mia cara Donna Emilia (Gatusångare, Pierrino, kör)
Nr. 2 Uns ist alles einerlei (Duett: Pierrino, Anita)
Nr. 3 Alle Tage nichts als Müh und Plag (Duett: Manuele, värdshusvärden)
Nr. 4 Freunde das Leben ist Lebenswert (Sång: Octavio, senare kör och Antonio)
Nr. 5a ääIn einem Meer von Liebe – Schönste der Frauen (Sång och duett: Giuditta, Octavio)
Nr. 5b O Signora, O Signorina (Spelscen: Octavio, värden, Manuele)
Nr. 6 Final I  Mein kleiner Vogel – Weit übers Meer – Herr Kapitän der Weg ist weit – Uns ist alles einerlei (Alla)
Nr. 7a Zwei, die sich lieben vergessen die Welt (Duett: Pierrino, Anita)
Nr. 7b Reminiscens: Schönste der Frauen (Sång: Octavio)
Nr. 8 Schön wie die blaue Sommernacht (Duett: Octavio, Giuditta )
Nr. 9a Finaletto (Final II) Reminiscens: Zwei die sich lieben vergessen die Welt (Scen: Pierrino, Anita)
Nr. 9b Intermezzo (Orkester)
Nr. 10 Unsere Heimat ist die Wüste – Wie nahm Giuditta  die Nachricht auf – Laß doch diese Gedanken (Kör, Antonio, Octavio)
Nr. 11 Du bist meine Sonne (Sång: Octavio) (Richard Tauber gewidmet)
Nr. 12 Final III Giuditta  was machst Du hier – Du bist meine Sonne – Trompetensignal – Tempo di marcia – und das soll Liebe sein- In die Stirn fällt die Locke (Scen: Octavio, Giuditta, kör, Antonio)
Nr. 13a In einem Meer von Liebe möcht ich ganz versinken (Sång: Giuditta, kör)
Nr. 13b Polonäs (Orkester)
Nr. 14 Ich bin nicht schön – Ja die Liebe ist so wie ein Schaukelbrett (Sång och dans: Martini)
Nr. 15 Ich hab mich so sehr gesehnt nach dem Heimatland – Schaut der Mond abends spät (Duett: Anita, Pierrino)
Nr. 16a Ich weiß es selber nicht – Meine Lippen sie küssen so heiß (Sång: Giuditta  med kör)
Nr. 16b Giuditta ...Sie sind die schönste Frau (Barrymore, Giuditta )
Nr. 17a Final IV So wie um den Sonnenball – Schön so wie die Sonne – Meine Lippen sie küssen so heiß (Scen: Octavio, Martini, Barrymore, Giuditta, kör)
Nr. 17b Förspel till Bild 5 (Orkester)
Nr. 18a Schönste der Frauen, begann das Lied (Sång: Octavio)
Nr. 18b Dialog & Reminiscens Unser Lied – Wer spielt da?
Nr. 19 Scene: Octavio Du? - Ich hab dich oft gesehen (Giuditta, Octavio)
Nr. 20 Final V Ich danke Ihnen schöne Giuditta – Schönste der Frau'n (Hertigen, Giuditta, Octavio)